# Steinsee (Hohenstein)
Der Weiler Steinsee ist ein Ortsteil von Hohenstein im Landkreis Nordhausen.

## Geografie
Der Weiler Steinsee befindet sich zwei Kilometer südöstlich vom Dorf Liebenrode entfernt, das die kommunale Leitung über den Weiler mit innehat. Auf einer Ortsverbindungsstraße erreichen die Bewohner Liebenrode und die Landesstraße 2062, über die zum Umfeld Verbindung besteht. Zwischen Steinsee und Liebenrode in der Senke zwischen Helme- und Wiedatal liegen einige Erdfallseen der Harzer Karstlandschaft.

## Geschichte
Bereits am 15. Februar 1287 wurde die Ansiedlung Steinsee erstmals urkundlich erwähnt.
Steinsee wurde am 1. Juli 1950 zu Liebenrode eingemeindet und mit diesem Ort dann in die Gemeinde Hohenstein übernommen.
Das Rittergut im Dörfchen gehört wieder der Familie Linsenhoff und dient jetzt als Sommersitz und Feriendomizil.
Nachdem im Sommer 2016 das ehemalige „Theuerkauf-Haus“ gegenüber dem Rittergut abgerissen wurde, gab es in Steinsee nur noch 6 dauerhaft bewohnte Häuser. Durch einen zwischenzeitlichen Neubau besitzt Steinsee seit 2018 nun wieder 7 Häuser, die ständig bewohnt werden.

## Kultur
Durch die Einwohner von Steinsee wird jedes Jahr zu Christi Himmelfahrt das Stietzelfest ausgerichtet, was seinen Namensursprung durch die bei diesem Fest verkauften, mit Pflaumenmus bestrichenen Teigwaren (Stietzel) erhalten hat.